# Frédéric Charbonneau
Frédéric Charbonneau (1967-) est professeur titulaire de littérature française à l’Université McGill.
Il est spécialiste de l’histoire littéraire des XVIIe et XVIIIe siècles. Ses travaux portent sur le genre des mémoires, les rapports entre la littérature et la médecine, l’histoire de la sensibilité gastronomique, l’histoire des formes et des idées, l’œuvre du duc de Saint-Simon et l’Académie des inscriptions et belles-lettres.

## Carrière
Frédéric Charbonneau est titulaire d’un doctorat de l’Université de Montréal, obtenu en 1996 pour sa thèse intitulée Du secret des affaires aux arcanes de l’histoire : les mémoires historiques en France entre 1610 et 1715. Depuis 2001, il occupe un poste de professeur à l’Université McGill.
Il enseigne la littérature française du XVIIIe siècle au département de langue et littérature françaises de l’Université McGill. Il a supervisé plusieurs mémoires de maîtrise et thèses doctorales. Il est membre de diverses sociétés savantes, dont le Centre interuniversitaire de recherche sur la première modernité (CIREM 16-18).
De 2005 à 2015, il occupe la Chaire de recherche William Dawson en littérature du XVIIIe siècle.

## Publications
Monographies
- Les Ondes de choc. Paysage intérieur de Saint-Simon, 2019.
- Les Silences de l’histoire : les mémoires français du XVIIe siècle, 2001 (2016).

- L’École de la gourmandise, de Louis XIV à la Révolution, 2008.

- Mémorialistes français du règne de Louis XV : bibliographie, 2011.

Collectifs
- « Histoire et conflits », Cahiers du CIERL, 2007.

- « L’invention de la normalité au siècle des Lumières », Tangence, 2009.

- Avec Myriam Tsibidy, Dialogues intérieurs : les écrits des mémorialistes dans leurs mémoires, 2015.

- La fabrique de la modernité scientifique : discours et récits du progrès sous l’Ancien Régime, 2015.

Éditions
- L’Art d’écrire la science : anthologie de textes savants du XVIIIe siècle français, 2005.

- Portraits d’hommes et de femmes remarquables, 2006.

- Traités sur l’histoire (1638-1657) de François de La Mothe le Vayer, 2013.

Articles et chapitres d’ouvrages
- « La construction du passé dans le Journal de Hardy », Histoire, économie & société, vol. 37, no 2,‎ 2018, p. 18-25 (lire en ligne)
- « Mémoire écrite, de l'histoire aux souvenirs », Dix-septième siècle, vol. 252, no 3,‎ 2011, p. 525-531 (lire en ligne)
- « ‘‘Un si prodigieux amas de bienfaits tourné en poison’’ : félonie et démesure dans les Mémoires de Saint-Simon », Études françaises, vol. 45, no 2,‎ 2009, p. 99-111 (lire en ligne)
- « Sexes hypocrites : le théâtre des corps chez Jean‑Jacques Bouchard et l’abbé de Choisy », Études françaises, vol. 34, no 1,‎ printemps 1998 (lire en ligne)

## Distinctions
- 1997 : prix de l’Académie des grands Montréalais (Humanités)
- 2002 : finaliste du prix Raymond-Klibansky pour Les Silences de l’histoire
- 2002 : finaliste du prix Odyssée pour Les Silences de l’histoire
- 2004 : Société d’histoire littéraire de la France
- 2005 : chaire de recherche William Dawson, Université McGill

## Liens
- Site officiel
- Ressource relative à la recherche :   - Google Scholar
- Notices d'autorité :   - VIAF
  - ISNI
  - IdRef
  - GND
  - Belgique
  - Israël
- Profil au Centre interuniversitaire de recherche sur la première modernité